# Szvatopluk cseh fejedelem
Oroszlán Szvatopluk (csehül: Svatopluk Olomoucký), (? – 1109. szeptember 21.) cseh fejedelem 1107-től haláláig.

## Élete
Hogy megtarthassa trónját II. Bořivojjal szemben 1107-ben elismerte V. Henrik német-római császárt hűbérurának, sőt részt is vett Henrik 1108-as magyar és 1109-es lengyel hadjáratában. Magyarországi támadása alatt Kálmán magyar király szövetségese, III. Boleszláv lengyel fejedelem Csehországra támadt, ezért kénytelen volt otthagyni Henrik seregét.

## Lásd még
- Csehország uralkodóinak listája
- Cseh fejedelmek és királyok családfája

| Előző uralkodó: II. Bořivoj | Csehország uralkodója 1107 – 1109 | Következő uralkodó: I. Ulászló |